# Ercole Consalvi
Ercole Consalvi, född 8 juni 1757 i Rom, död 24 januari 1824 i Rom, var en italiensk kardinal och statssekreterare och en av romersk-katolska kyrkans främsta företrädare under 1800-talet. 

## Biografi
Ercole Consalvi uppfostrades i det kollegium kardinal Henrik av York ("Henrik IX") grundat i Frascati, och studerade sedan vid den kyrkliga akademien i Rom under exjesuiten Zaccaria. 1783 blev Consalvi kammarherre hos påven, 1789 "votante di segnatura" och 1792 medlem av den romerska appellationsdomstolen (rota romana) och medverkade som sådan till en reform av Kyrkostatens militärväsende. Då påven 1798 i februari tvangs att lämna Rom, kastades Consalvi i Ängelsborgen, men sändes senare till Neapel och lyckades därifrån nå kardinal Filippo Carandini, som för övrigt var hans morbroder, i Venedig; under konklaven där november 1799-mars 1800 var Consalvi konklavsekreterare. 
Den nye påven, Pius VII, upphöjde honom den 11 augusti 1800 till kardinaldiakon av Sant'Agata alla Suburra (namnet senare ändrat till Sant'Agata dei Goti) och statssekreterare. I denna egenskap förde Consalvi de underhandlingar med Napoleon I i Paris, som resulterade i avslutandet av 1801 års konkordat, och i sina memoarer tillägger han sig själv huvudförtjänsten av Pius VII:s färd till kejsarkröningen i Paris 1804. 
Under de följande årens förvecklingar mellan kurian och Napoleon ådrog sig Consalvi genom sin målmedvetna och konsekventa politik den senares ovilja, och nedlade därför sin statssekreterarbefattning 1806. Han hörde till de kardinaler som år 1809 sändes till Paris. Genom sitt uteblivande från Napoleons och Marie-Louises bröllop (april 1810) ådrog han sig jämte de andre fronderande kardinalerna en förvisning från Paris och fördes till Reims, där han skrev sina memoarer. Efter avslutandet av konkordatet i Fontainebleau 1813 fick han tillstånd att återvända till Paris, och var en av de kardinaler som styrkte Pius att återkalla de eftergifter han gjort i konkordatet.
Efter Napoleons fall 1814 utnämndes Consalvi igen till statssekreterare och sändes till Paris, London och Wien att bevaka påvedömets intressen. På Wienkongressen fick han rang före övriga sändebud och lyckades åt påvestolen återförvärva alla dess gamla besittningar, utom Avignon, Venaissin och en bit av Ferrara. Under de följande åtta åren var Consalvi själen i kurians styrelse. Han genomförde genom ett "motu proprio"  6 juli 1816 efter franskt mönster en centralisation i Kyrkostatens förvaltning. Likaså sökte han bringa reda i finansförvaltningen och påbörjade även ett lagkodifikationsarbete, varav processrätten utkom 1817. Han slöt också under de följande åren en rad konkordat med olika länder (Bayern 1817, Neapel 1818, Preussen 1821). Efter Pius VII:s död, 1823, var hans makt förbi; han drog sig tillbaka från politiken och dog 1824. Han är begraven i kyrkan San Marcello al Corso i centrala Rom. Gravmonumentet från 1831 är utfört av Rinaldo Rinaldi.

## Bilder
| - Ercole Consalvis gravmonument i San Marcello al Corso, utfört av Rinaldo Rinaldi. |